# PEBKAC
PEBKAC è un acronimo che significa "Problem Exists Between Keyboard And Chair", ossia "Il problema sta fra tastiera e sedia".
Questa frase viene utilizzata ironicamente in ambito informatico, specialmente dagli addetti del supporto tecnico, per indicare che un apparente malfunzionamento del software o dell'hardware è in realtà dovuto all'inesperienza dell'utente.
Altre variazioni frequenti sono:
- POBCAC ("Problem Occurs Between Computer and Chair")
- PRBKAC ("Problem Resides Between Keyboard And Chair")
- PIBKAC ("Problem Is Between Keyboard And Chair")
- PEBCAC ("Problem Exists Between Chair and Computer")
- PEBMAC ("Problem Exists Between Monitor And Chair")
- PEBCAK ("Problem Exists Between Chair And Keyboard")
- EBKAC ("Error Between Keyboard And Chair").

## Curiosità
Nel 2006, Intel iniziò a lanciare varie pubblicità online per promuovere la piattaforma Intel vPro basandosi su uno stile PEBKAC.